# Onthophagus monardiellus
Onthophagus monardiellus là một loài bọ cánh cứng trong họ Bọ hung (Scarabaeidae).